# ويلبر بيكون كامب
ويلبر بيكون كامب (بالإنجليزية: Wilbur Bacon Camp)‏ هو مهندس معماري أمريكي، ولد في 1861 في Herrick Township, Bradford County, Pennsylvania ‏ في الولايات المتحدة، وتوفي في 1918 في تشارلستون في الولايات المتحدة.